# Fresagrandinaria
Fresagrandinaria is een gemeente in de Italiaanse provincie Chieti (regio Abruzzen) en telt 1111 inwoners (31-12-2004). De oppervlakte bedraagt 24,8 km², de bevolkingsdichtheid is 45 inwoners per km².

## Demografie
Fresagrandinaria telt ongeveer 461 huishoudens. Het aantal inwoners daalde in de periode 1991-2001 met 19,4% volgens cijfers uit de tienjaarlijkse volkstellingen van ISTAT.
| Jaar | Inwoneraantal |
| ---- | ------------- |
| 1991 | 1350          |
| 2001 | 1088          |

## Geografie
De gemeente ligt op ongeveer 460 m boven zeeniveau.
Fresagrandinaria grenst aan de volgende gemeenten: Cupello, Dogliola, Furci, Lentella, Mafalda (CB), Palmoli, San Buono.